# 迪基-福勒检验
在统计学裡，迪基-福勒檢定（Dickey-Fuller test）可以测试一个自回归模型是否存在单位根（unit root）。迪基-福勒检验模式是D. A迪基和W. A福勒建立的。

## 解释
一个简单的AR(1)模型是
{\displaystyle \,y_{t}=\rho y_{t-1}+u_{t}}
{\displaystyle \,y_{t}}是要检验的变量，
t是时间，
{\displaystyle \rho }是系数，
{\displaystyle u_{t}}是误差项。
如果{\displaystyle |\rho |\geq 1}则说明单位根是存在的，模型是非平穩的。
回归模型可以写为{\displaystyle \Delta y_{t}=(\rho -1)y_{t-1}+u_{t}=\delta y_{t-1}+u_{t}}，{\displaystyle \Delta }是一阶差分。测试是否存在单位根等同于测试是否{\displaystyle \delta =}0。因为迪基-福勒检验测试的是残差项，并非原始数据，所以不能用标准t统计量。我们需要用迪基-福勒统计量。
迪基-福勒检验还可以扩展为擴張的Dickey-Fuller檢定（英語：Augmented Dickey-Fuller test），简称ADF检验。ADF检验和迪基-福勒检验类似，但ADF检验的優點在于它透過納入（理論上可無限多期，只要資料量容許）落後期的一階向下差分項，排除了自相关的影响。